# Copa COSANFF
La Copa COSANFF, anteriormente llamada Copa CSANF, es la única y principal competición entre los equipos de fútbol de los pueblos y regiones afiliados al COSANFF. El torneo se celebró por primera vez en 2011, y se celebró hasta ese momento en un formato de partido único, debido a las dificultades financieras de la mayoría de los afiliados, por lo que no hay una fase de eliminación para participar, y los torneos son realizados por los equipos que están dispuestos a participar. Desde su inicio, se han celebrado tres ediciones:
- 2011: Copa CSANF 2011
- 2014: Copa CSANF  - Fraternidad Internacional
- 2017: Copa CSANF - 10 Años (nombre dado en celebración de los 10 años de la organización)

Desde 2019, con la afiliación de dos de los miembros de COSANFF a la ConIFA, el actual campeón de la Copa COSANFF (si está afiliado a la ConIFA), tiene derecho a participar en la próxima edición de la Copa Mundial de fútbol de ConIFA, comenzando a representar a América del Sur (hasta 2019 ConIFA no tenía ningún miembro sudamericano afiliado y por lo tanto, la Copa del Mundo se celebró sin la participación de miembros sudamericanos), pero no está obligado a participar. Si el campeón no está afiliado o no tiene la condición financiera para participar, el segundo lugar irá (si está afiliado a ConIFA) o el equipo sudamericano que está afiliado a ConIFA.

## Palmarés
| Año          | Sede                        | Campeón                     | Final Resultado | Subcampeón          | Tercer lugar                | Resultado                   | Cuarto lugar                |
| ------------ | --------------------------- | --------------------------- | --------------- | ------------------- | --------------------------- | --------------------------- | --------------------------- |
| Copa CSANF   |                             |                             |                 |                     |                             |                             |                             |
| 2011 Detalle | Archipiélago Juan Fernández | Islas Juan Fernández        | 1:1 (4-3 pen.)  | Aimara              | Solo hubo dos participantes | Solo hubo dos participantes | Solo hubo dos participantes |
| 2014 Detalle | Buenos Aires                | Comunidad Armenia Argentina | 8:3             | Esperanto           | Solo hubo dos participantes | Solo hubo dos participantes | Solo hubo dos participantes |
| 2017 Detalle | Buenos Aires                | Comunidad Armenia Argentina | 10:0            | Fernando de Noronha | Solo hubo dos participantes | Solo hubo dos participantes | Solo hubo dos participantes |
| Copa COSANFF |                             |                             |                 |                     |                             |                             |                             |

## Títulos por equipo
En cursiva, se indica el torneo en que el equipo fue local.
| Equipo                      | Campeón        | Subcampeón | Tercer lugar | Cuarto lugar |
| --------------------------- | -------------- | ---------- | ------------ | ------------ |
| Comunidad Armenia Argentina | 2 (2014, 2017) |            |              |              |
| Islas Juan Fernández        | 1 (2011)       |            |              |              |
| Aimara                      |                | 1 (2011)   |              |              |
| Esperanto                   |                | 1 (2014)   |              |              |
| Fernando de Noronha         |                | 1 (2017)   |              |              |

## Ediciones

### Copa CSANF 2011
| 28 de enero de 2011 | Islas Juan Fernández | 1:1 (4:3 p.) | Aimara | ?, San Juan Bautista |             |
|                     | Carlos González 22'  | Reporte      | ? 69'  | Árbitro(s):          | Árbitro(s): |

### Copa CSANF 2014 - Fraternidad Internacional
| 31 de julio de 2014 | Esperanto                                              | 3:8     | Comunidad Armenia Argentina                                                                                                 | Polideportivo Colegiales, Buenos Aires, Argentina |             |
|                     | Alejandro Demasi ?', ?' · Jefferson Rubio Bohórquez ?' | Reporte | Federico Karamanukian ?' · Armen Arslanian ?' · Mariano Cholakian ?' · Santiago Emirian ?', ?' · José Valavanian ?', ?', ?' | Árbitro(s):                                       | Árbitro(s): |

### Copa CSANF - 10 Años
| 26 de mayo de 2017 | Comunidad Armenia Argentina                      | 10:0    | Fernando de Noronha | GEBA (Sede San Martin, Campo 07), Buenos Aires, Argentina |                             |
| 21:00              | 05', 10', 16', 22', 49', 52', 57', 60', 65', 78' | Reporte |                     | Árbitro(s): Gustavo Mazzola                               | Árbitro(s): Gustavo Mazzola |

- Fernando de Noronha jugó con un equipo formado principalmente por jugadores mayores (mayores de 35 años), debido a problemas financieros de los jugadores principales, ya que cada jugador tenía que pagar su propio viaje, y solo los jugadores mayores podían pagar sus propios costos. Del equipo completo, solo participaron dos jugadores de la categoría principal, incluido un jugador de 16 años.

## Clasificación general
Actualizado a la edición 2017. 
| Equipo | Equipo                      | Part. | Pts | PJ | PG | PE | PP | GF | GC | Dif |
| ------ | --------------------------- | ----- | --- | -- | -- | -- | -- | -- | -- | --- |
| 1      | Comunidad Armenia Argentina | 2     | 6   | 2  | 2  | 0  | 0  | 18 | 3  | +15 |
| 2      | Islas Juan Fernández        | 1     | 1   | 1  | 0  | 1  | 0  | 1  | 1  | 0   |
| 3      | Aimara                      | 1     | 1   | 1  | 0  | 1  | 0  | 1  | 1  | 0   |
| 4      | Esperanto                   | 1     | 0   | 1  | 0  | 0  | 1  | 3  | 8  | -5  |
| 5      | Fernando de Noronha         | 1     | 0   | 1  | 0  | 0  | 1  | 0  | 10 | -10 |